# Kai Merk
Kai Merk, né le 28 août 1998 à Dahn en Allemagne, est un footballeur international kirghize qui joue au poste d'attaquant au F91 Dudelange.

## Biographie

### En club

#### SV Elversberg (2017 - 2020)
La carrière du joueur débute au sein du SV Elversberg, en Allemagne.
Avec son club, le joueur remporte deux Coupes de la Sarre.

#### VfR Aalen (2020 - 2021)
En 2020, il rejoint le VfR Aalen, autre club allemand,.

#### UT Pétange (2021 - 2025)
Il quitte son pays natal en 2021 pour rejoindre l'UT Pétange, club de BGL Ligue,.

#### F91 Dudelange (depuis 2025)
Lors du mercato hivernal 2025, le joueur rejoint le F91 Dudelange.

### En sélection
Le 25 mars 2023, le joueur dispute son premier match avec le Kirghizistan en étant titulaire lors d'un match amical face au Myanmar (match nul un partout).

## Palmarès
| SV Elversberg (2)                                | F91 Dudelange :                          |
| ------------------------------------------------ | ---------------------------------------- |
| - Coupe de la Sarre (2) - Vainqueur : 2018, 2020 | - Coupe du Luxembourg - Finaliste : 2025 |